# Kung Fu Panda: Pasos del destino
Kung Fu Panda: Pasos del destino (originalmente en inglés, Kung Fu Panda: The Paws of Destiny), es una serie de animación por computadora basada en las películas de DreamWorks Animation, Kung Fu Panda. La serie comenzó a transmitirse en Amazon Prime Video el 7 de noviembre del 2018. El espectáculo sigue la historia de Po, quien hace diferentes aventuras y grandes misiones para llegar ser el mejor maestro panda para un equipo de pequeños intensos y prometedores pandas.

## Argumento
Ambientada después de la derrota del General Kai, la serie sigue al Guerrero Dragón Po el panda en una nueva aventura con cuatro niños panda (Nu Hai, Jing, Bao y Fan Tong) que se encuentran con una cueva mística debajo de Panda Village. Los niños panda absorben accidentalmente el chi de los antiguos y poderosos guerreros de Kung Fu conocidos como las Cuatro Constelaciones: Dragón Azul, Tortuga Negra, Tigre Blanco y Fénix Rojo, cada uno de los cuales de alguna manera está con el panda que tiene una cualidad opuesta a la de esa Constelación. Se dan cuenta de que ahora están destinados a salvar al mundo de una fuerza malvada (Jindiao), que desea apoderarse del mundo y robar el chi de las cuatro constelaciones, lo que hace que Po se enfrente a su mayor desafío hasta el momento: enseñarle a este grupo de niños cómo hacer ejercer sus nuevos poderes de Kung Fu. También defienden la Ciudad Prohibida contra un malvado dragón de Komodo junto a un demonio malvado.

## Actores y Personajes
- Mick Wingert como Po: Un panda con una actitud infantil y divertida y que también es el Guerrero Dragón, su sueño siempre fue conocer a los 5 furiosos.
- Haley Tju como Nu Hai[5]
- Laya Deleon Hayes como Jing[5]
- Gunnar Sizemore como Bao[5]
- Makana Say como Fan Tong[5]
- Chrissy Metz como Mei Mei[5]
- Piotr Michael como Oogway[6] / Wong / Wing / Bingwen

### Doblaje Para Hispanoamérica
- Alfredo Gabriel Basurto como  Po.

## Episodios
Anexo:Episodios de Kung Fu Panda: Pasos del destino

## Recepción
La serie recibió en su mayoría críticas positivas tanto del público como de la crítica especializada, destacando especialmente la calidad de la animación y su ambientación agradable y colorida.